# Nautilocalyx bullatus
Nautilocalyx bullatus är en tvåhjärtbladig växtart som först beskrevs av Lem., och fick sitt nu gällande namn av Thomas Archibald Sprague. Nautilocalyx bullatus ingår i släktet Nautilocalyx och familjen Gesneriaceae. Inga underarter finns listade i Catalogue of Life.